# Câmara de Lobos (freguesia)
Câmara de Lobos is een plaats (freguesia) in de Portugese gemeente Câmara de Lobos en telt 16 842 inwoners (2001).
De plaats heeft een haventje met een vuurtoren: Farol de Câmara de Lobos.